# Евстатиje Малеин
Еустахије Малеин је био водећи византијски генерал и један од најбогатијих и најутицајнијих чланова анадолске војне аристократије током касног 10. века. Био је на високим административним и војним функцијама на Истоку и био је укључен у аристократске побуне против цара Василија II (р. 976–1025), борећи се против Варде Склира, али подржавајући побуну свог нећака Варде Фоке . Након неуспеха овог последњег, он није кажњен, али је његово огромно богатство довело до његовог коначног пада, пошто га је цар Василије II затворио у дворац у Цариграду и конфисковао његово богатство после његове смрти.

## Биографија
Евстатије је био син Константина Малеина, вишег генерала и дугогодишњег гувернера теме Кападокије. Породица Малеин је у то време, углавном захваљујући блиској повезаности са породицом Фока, постала један од најважнијих и најутицајнијих породица малоазијске аристократије ( Анадолија), која је Византији обезбедила већину својих генерала.  Тако је Евстатије могао да рачуна и на значајан ауторитет своје породице и на њену стручност у војним питањима да би обезбедио високу функцију. Постао је стратег теме Ликандоса, пре него што га је његов рођак, цар Нићифор II Фока (р. 963–969) именовао, поред његовог првобитног положаја, за првог византијског гувернера ( доук ) Антиохије након што је град пао под Византијско царство, октобра 969.   Отприлике годину дана након убиства цара Нићифора II у децембру 969, Малеина је његов наследник  цар Јован I Цимискије (р. 969–976) преместио да буде гувернер Тарсоса у Киликији, ту функцију је још увек обављао 976. године, када је млади Василије II је постао  цар. 
Василијево преузимање контроле над царском владом није остало неоспорно од стране војне аристократије, чији су припадници, уз подршку војске, својих великих имања и своје широке мреже клијената, доминирали њом током претходних тринаест година, када су цареви Нићифор II Фока и Јован I Цимискије владали као номинални заштитници царева Василија II и његовог млађег брата, Константина VIII .  Тако је убрзо након Цимискијеве смрти у јануару 976. године, његов главни присталица, доместик Истока Варда Склир, проглашен за цара. Малеин, присталица Фока, а самим тим и противник Цимискијевих присталица, остао је веран цару Василију II. Иако није успео да спречи избијање побуњеника из његове првобитне базе око Мелитене преко планине Анти-Таурус у Анадолију и претрпео је тежак пораз од његових руку крајем лета 976. године, Малеин је наставио да служи као лојалистички генерал све до коначног гушења побуне 979.  
Међутим, да би се успешно супротставили побуњеницима, цар Василије II и његов водећи министар, паракоменос Василије Лакапин, били су принуђени да опозову генерала Варду Фоку Млађег, братанца цара Нићифора II, из изгнанства 978. године и именују га за команданта источне војске. Након његове победе над Склиром, Фока и његове присталице су сада почели да планирају да збаце цара. Сукоб није избио одмах, али су се обе стране нагодиле у ономе што историчар Марк Витоу назива "хладним ратом".  Године 985., цар је први кренуо отпуштањем или деградирањем једног броја источних генерала лојалних породици Фока: сам Варда Фока Млађи је деградиран на дукса Антиохије, а Евстатије Малеин је отпуштен из војске. Међутим, 986. године, након понижавајућег пораза самог цара Василија II од Бугара на Трајановим вратима и повратка Склира из изгнанства у Багдаду, цар је био приморан да поново именује Варду Фоку Млађег за главног команданта Истока. Фока је убрзо преварио Склира, позвавши га на састанак и ухапсио га је том приликом, али сада је одлучујући сукоб око престола био неизбежан: 15. августа или 14. септембра 987. године, у Малеиновој кући у теми Харсијанона, окупљене водеће аристократске породице прогласиле су Фоку за цара.  
Фокина побуна брзо се проширила на целу Анадолију. На крају је цар Василије II, коме су биле преко потребне лојалне трупе, закључио брачни савез са Кијевском Русијом : у замену за своју сестру Ану, коју је удао за руског владара, велики кнез Владимир I Кијевски је послао 6.000 Варјага са којима је Василије успео да савлада побуну, а сам Фока је пао у борби.  Са изузетком неколико виших помоћника побуњеника, цар Василије II се релативно великодушно односио према присталицама Фока. Тако је, упркос томе што је био један од Фокиних најистакнутијих присталица, Малеину било дозвољено да задржи своју дворску титулу магистра и своја велика имања ( арапски извори бележе да се један од њих непрекидно простирао од Клаудиопоља у Битинији до реке Сангариос, покривајући око 115 квадратних километара) .   
Међутим, 995. године, док се цар Василије II враћао из похода против Фатимида у Сирији, остао је на Малеиновим имањима. Малеин је из сопствених средстава раскошно обезбедио потребе како царске пратње, тако и целе војске. Цар Василије II је био веома импресиониран и узнемирен овим приказом богатства и моћи; повео је Малеина са собом у Цариград као таоца, а јануара 996. године издао је нови закон против незаконитог присвајања комуналне сеоске земље од стране земљопоседничке аристократије, тзв. покушај да се смањи њихова моћ. Од сада затворен у престоницу, Малеин је био добро збринут, али, по речима хроничара Јована Скилице, „снабдевајући га у изобиљу свиме што му је било потребно, цар Василије II је заточио Евстатија као да храни дивљу звер у кавезу“. После његове смрти, цар је конфисковао његова имања и богатство.   